# Lista över italienska seriesegrare i fotboll

Scudetto

Lista över italienska fotbollsvinnare (italienska: Scudetto - "liten sköld"), är en lista över vinnare av italienska fotbollsmästerskapen, som sedan 1929 är synonymt med vinnaren av Serie A. Namnet Scudetto stammar från att vinnaren får bära en vapensköld med den italienska trikoloren på lagtröjan under nästkommande säsong. Scudetto delades för första gången ut 1924 när Genoa vann för 9:e gången. Titeln har delats ut sedan 1898 och senaste vinnaren är Juventus som också har vunnit flest gånger med sina 33 vinster (till och med säsongen 2016/2017). De bär därför tre stycken stjärnor ovanför sitt klubbmärke, en för var tionde vinst. Sedan säsongen 1960/1961 får mästarlaget även pokalen Coppa Campioni d'Italia. Den delades ut på Italiens fotbollsförbunds kontor i en enskild ceremoni fram till säsongen 2004/2005 då Juventus FC fick ta emot pokalen på planen.

## Vinnare

### Italienska fotbollsmästerskapen
| År        | Vinnare                                          | Tvåa                                             |
| --------- | ------------------------------------------------ | ------------------------------------------------ |
| 1898      | Genoa Cricket & Athletic Club                    | Internazionale Torino                            |
| 1899      | Genoa Cricket & Athletic Club                    | Internazionale Torino                            |
| 1900      | Genoa Cricket & Athletic Club                    | Internazionale Torino                            |
| 1901      | Milan Cricket & Football Club                    | Genoa Cricket & Football Club                    |
| 1902      | Genoa Cricket & Football Club                    | Milan                                            |
| 1903      | Genoa Cricket & Football Club                    | Juventus Football Club                           |
| 1904      | Genoa Cricket & Football Club                    | Juventus                                         |
| 1905      | Juventus                                         | Genoa Cricket & Football Club                    |
| 1906      | Milan                                            | Juventus                                         |
| 1907      | Milan                                            | Torino                                           |
| 1908      | Unione Sportiva Pro Vercelli Calcio              | US Milanese                                      |
| 1909      | Pro Vercelli                                     | US Milanese                                      |
| 1909/10   | Football Club Internazionale Milano              | Pro Vercelli                                     |
| 1910/1911 | Pro Vercelli                                     | Vicenza Calcio                                   |
| 1911/1912 | Pro Vercelli                                     | Venezia                                          |
| 1912/1913 | Pro Vercelli                                     | Società Sportiva Lazio                           |
| 1913/1914 | Associazione Sportiva Casalen Calcio             | Lazio                                            |
| 1914/1915 | Genoa Cricket & Football Club                    | Torino                                           |
| 1915/1916 | Milan                                            | Juventus                                         |
| 1916/1919 | Inget mästerskap på grund av Första världskriget | Inget mästerskap på grund av Första världskriget |
| 1919/1920 | Internazionale                                   | Associazione Sportiva Livorno Calcio             |
| 1920/1921 | Pro Vercelli                                     | Pisa Calcio                                      |
| 1921/1922 | Pro Vercelli                                     | Fortitudo Roma                                   |
| 1921/1922 | Unione Sportiva Dilettantistica Novese           | Sampierdarenese                                  |
| 1922/1923 | Genoa                                            | Lazio                                            |
| 1923/1924 | Genoa                                            | Football Club Savoia 1908                        |
| 1924/1925 | Bologna Football Club 1909                       | Alba Trastevere                                  |
| 1925/1926 | Juventus                                         | Alba Trastevere                                  |
| 1926/1927 | Ingen vinnare                                    | Ingen vinnare                                    |
| 1927/1928 | Torino                                           | Genoa                                            |
| 1928/1929 | Bologna                                          | Torino                                           |

### Serie A
| År        | Vinnare                                      | Tvåa                                         |
| --------- | -------------------------------------------- | -------------------------------------------- |
| 1929/1930 | Ambrosiana                                   | Genoa                                        |
| 1930/1931 | Juventus                                     | Associazione Sportiva Roma                   |
| 1931/1932 | Juventus                                     | Bologna                                      |
| 1932/1933 | Juventus                                     | Internazionale                               |
| 1933/1934 | Juventus                                     | Internazionale                               |
| 1934/1935 | Juventus                                     | Internazionale                               |
| 1935/1936 | Bologna                                      | Roma                                         |
| 1936/1937 | Bologna                                      | Lazio                                        |
| 1937/1938 | Ambrosiana-Inter                             | Juventus                                     |
| 1938/1939 | Bologna                                      | Torino                                       |
| 1939/1940 | Ambrosiana-Inter                             | Bologna                                      |
| 1940/1941 | Bologna                                      | Internazionale                               |
| 1941/1942 | Roma                                         | Torino                                       |
| 1942/1943 | Torino                                       | Livorno                                      |
| 1943/1944 | Spelades inte på grund av Andra världskriget | Spelades inte på grund av Andra världskriget |
| 1944      | Spezia                                       | Torino                                       |
| 1944/1945 | Spelades inte på grund av Andra världskriget | Spelades inte på grund av Andra världskriget |
| 1945/1946 | Torino                                       | Juventus                                     |
| 1946/1947 | Torino                                       | Juventus                                     |
| 1947/1948 | Torino                                       | Juventus(27)                                 |
| 1948/1949 | Torino                                       | Internazionale                               |
| 1949/1950 | Juventus                                     | Milan                                        |
| 1950/1951 | Milan                                        | Internazionale                               |
| 1951/1952 | Juventus                                     | Milan                                        |
| 1952/1953 | Internazionale                               | Juventus                                     |
| 1953/1954 | Internazionale                               | Juventus                                     |
| 1954/1955 | Milan                                        | Udinese                                      |
| 1955/1956 | Fiorentina                                   | Milan                                        |
| 1956/1957 | Milan                                        | Fiorentina                                   |
| 1957/1958 | Juventus                                     | Fiorentina                                   |
| 1958/1959 | Milan                                        | Fiorentina                                   |
| 1959/1960 | Juventus                                     | Fiorentina                                   |
| 1960/1961 | Juventus                                     | Milan                                        |
| 1961/1962 | Milan                                        | Internazionale                               |
| 1962/1963 | Internazionale                               | Juventus                                     |
| 1963/1964 | Bologna                                      | Internazionale                               |
| 1964/1965 | Internazionale                               | Milan                                        |
| 1965/1966 | Internazionale                               | Bologna                                      |
| 1966/1967 | Juventus                                     | Internazionale                               |
| 1967/1968 | Milan                                        | Napoli                                       |
| 1968/1969 | Fiorentina                                   | Cagliari                                     |
| 1969/1970 | Cagliari                                     | Internazionale                               |
| 1970/1971 | Internazionale                               | Milan(24)                                    |
| 1971/1972 | Juventus                                     | Milan                                        |
| 1972/1973 | Juventus                                     | Milan                                        |
| 1973/1974 | Lazio                                        | Juventus                                     |
| 1974/1975 | Juventus                                     | Napoli                                       |
| 1975/1976 | Torino                                       | Juventus                                     |
| 1976/1977 | Juventus                                     | Torino                                       |
| 1977/1978 | Juventus                                     | Vicenza                                      |
| 1978/1979 | Milan                                        | Perugia                                      |
| 1979/1980 | Internazionale                               | Juventus                                     |
| 1980/1981 | Juventus                                     | Roma                                         |
| 1981/1982 | Juventus                                     | Fiorentina                                   |
| 1982/1983 | Roma                                         | Juventus                                     |
| 1983/1984 | Juventus                                     | Roma                                         |
| 1984/1985 | Verona                                       | Torino                                       |
| 1985/1986 | Juventus                                     | Roma                                         |
| 1986/1987 | Napoli                                       | Juventus                                     |
| 1987/1988 | Milan                                        | Napoli                                       |
| 1988/1989 | Internazionale                               | Napoli                                       |
| 1989/1990 | Napoli                                       | Milan                                        |
| 1990/1991 | Sampdoria                                    | Milan                                        |
| 1991/1992 | Milan                                        | Juventus                                     |
| 1992/1993 | Milan                                        | Internazionale                               |
| 1993/1994 | Milan                                        | Juventus                                     |
| 1994/1995 | Juventus                                     | Lazio                                        |
| 1995/1996 | Milan                                        | Juventus                                     |
| 1996/1997 | Juventus                                     | Parma                                        |
| 1997/1998 | Juventus                                     | Internazionale                               |
| 1998/1999 | Milan                                        | Lazio                                        |
| 1999/2000 | Lazio                                        | Juventus                                     |
| 2000/2001 | Roma                                         | Juventus                                     |
| 2001/2002 | Juventus                                     | Roma                                         |
| 2002/2003 | Juventus                                     | Internazionale                               |
| 2003/2004 | Milan                                        | Roma                                         |
| 2004/2005 | Ingen                                        | Ingen                                        |
| 2005/2006 | Internazionale                               | Roma                                         |
| 2006/2007 | Internazionale                               | Roma                                         |
| 2007/2008 | Internazionale                               | Roma                                         |
| 2008/2009 | Internazionale                               | Juventus                                     |
| 2009/2010 | Internazionale                               | Roma                                         |
| 2010/2011 | Milan                                        | Internazionale                               |
| 2011/2012 | Juventus                                     | Milan                                        |
| 2012/2013 | Juventus                                     | Napoli                                       |
| 2013/2014 | Juventus                                     | Roma                                         |
| 2014/2015 | Juventus                                     | AS Roma                                      |
| 2015/2016 | Juventus                                     | SSC Napoli                                   |
| 2016/2017 | Juventus                                     | AS Roma                                      |
| 2017/2018 | Juventus                                     | SSC Napoli                                   |
| 2018/2019 | Juventus                                     | SSC Napoli                                   |
| 2019/2020 | Juventus                                     | Internazionale                               |
| 2020/2021 | Internazionale                               | Milan                                        |
| 2021/2022 | Milan                                        | Internazionale                               |
| 2022/2023 | Napoli                                       | Lazio                                        |
| 2023/2024 | Internazionale                               | Milan                                        |
| 2024/2025 | Napoli                                       | Internazionale                               |